# Lampsilis haddletoni
Lampsilis haddletoni är en musselart som beskrevs av Athearn 1964. Lampsilis haddletoni ingår i släktet Lampsilis och familjen målarmusslor. Inga underarter finns listade i Catalogue of Life.